# Prostitution au Nicaragua
La prostitution au Nicaragua est légale, mais la promotion de la prostitution et le proxénétisme sont interdits,. L'âge minimum des prostituées est de 18 ans. Une estimation de 2015 indique qu'il y avait environ 15 000 prostituées dans le pays.
La prostitution est courante à Managua. Les prostituées travaillent dans la rue, dans les boîtes de nuit et les bars, ou dans les salons de massage. Les prostituées sont connues localement sous le nom de «zorras».

## Historique
De 1880 à 1927, il n'y avait pas de lois sur la prostitution. Les prostituées et les proxénètes ont été accusés de vagabondage. La prostitution a été légalisée et réglementée à partir d'avril 1927. Les prostituées doivent s'inscrire et faire un bilan de santé hebdomadaire. Ceux qui ne s'y sont pas conformés ont été condamnés à une amende par la police ou, après 1933, par la Garde nationale.
En août 1955, une loi interdit la promotion de la prostitution. À ce moment-là, la garde nationale avait pris le contrôle de la prostitution dans le pays. Les seules personnes emprisonnées pour avoir contrôlé la prostitution étaient celles qui refusaient de payer les pots-de-vin requis.
À partir des années 1960, l'empire commercial du président Anastasio Somoza Debayle s'est lancé dans la prostitution et les maisons de jeux. La Garde nationale (dont Somoza était à la tête), en étant soudoyée, a fait prospérer ces établissements. Après la destitution de Somoza en 1979 par le Front sandiniste de libération nationale (FSLN), l'une de leurs premières actions a été la destruction et l'incendie «d'un grand nombre de bordels, bars et maisons de jeux». Le FSLN avait précédemment préconisé l'élimination de la prostitution dans son manifeste de 1969, mais cela n'a jamais été promulgué.

## Facilitadoras judiciales
Le Nicaragua est devenu le premier pays à former des travailleuses du sexe à être des représentants officiels du gouvernement et du système judiciaire. Dans un programme pilote, 16 professionnel(le)s du sexe ont été formés en tant que "Facilitadoras judiciales" (facilitateurs judiciaires). Cela a conduit à la formation de 60 autres travailleuses du sexe. L'objectif final est d'avoir au moins six travailleuses du sexe formées dans chaque municipalité (153).
Le programme a été organisé par l'Association des travailleurs du sexe Sunflowers, et fait partie d'une initiative plus large qui a formé 4 300 animateurs dans le pays. Le programme est approuvé par le système judiciaire nicaraguayen.

## VIH
Avec seulement 0,2 pour cent de la population adulte estimée séropositive au VIH, le Nicaragua a l'un des taux de prévalence du VIH les plus bas d'Amérique centrale. Le VIH a été détecté pour la première fois au Nicaragua en 1987, après que des épidémies aient été signalées dans d'autres pays d'Amérique centrale. L'apparition de l'épidémie a probablement été retardée par la guerre civile de 10 ans au Nicaragua et le blocus économique dirigé par les États-Unis, qui ont tous deux laissé le pays isolé pendant plusieurs années. Le contrôle relatif du commerce du sexe, les faibles taux d’infection parmi les consommateurs de drogues injectables et l’interdiction de la vente commerciale de sang ont également ralenti la transmission du VIH.
Une étude de septembre 2005 sur le VIH parmi les professionnel(le)s du sexe rapportée par l'ONUSIDA a montré une prévalence de seulement 0,2 pour cent dans ce groupe. Ce pourcentage était passé à 2,6% en 2016.

## Prostitution enfantine
La prostitution des enfants est répandue, en particulier à Managua, dans les villes portuaires, le long des frontières honduriennes et costariciennes et à proximité des autoroutes,.
La loi autorise les mineurs de 14 ans ou plus à se prostituer. Selon Casa Alianza, entre 1 200 et 1 500 filles et jeunes femmes travaillent dans les bordels de Managua, et près de la moitié ont moins de 18 ans. Chaque nuit, des centaines d'adolescentes bordent le couloir commercial de l'autoroute Masaya, au sud de la capitale.
Le Nicaragua est une destination pour les touristes sexuels pédophiles des États-Unis, du Canada et d'Europe de l'Ouest. La loi impose une peine de cinq à sept ans d'emprisonnement pour les délinquants condamnés pour tourisme sexuel.

## Trafic sexuel
Le Nicaragua est principalement un pays d'origine et de transit pour les femmes et les enfants victimes de trafic sexuel. Les femmes et les enfants nicaraguayens sont victimes de trafic sexuel dans le pays et dans d'autres pays d'Amérique centrale, au Mexique et aux États-Unis. De nombreuses victimes de la traite sont recrutées dans les zones rurales ou les régions frontalières avec de fausses promesses d'emplois bien rémunérés dans les centres urbains et les lieux touristiques, où elles sont victimes de trafic sexuel. Les membres de la famille des victimes sont souvent complices de leur exploitation et les trafiquants auraient augmenté leurs activités de recrutement sur les médias sociaux. Les femmes et les enfants nicaraguayens sont victimes de trafic sexuel dans la région autonome de la Côte caraïbe nord et dans la région autonome de la Côte caraïbe sud, où le manque d'institutions chargées de faire appliquer la loi et un taux de criminalité plus élevé augmentent la vulnérabilité de la population locale.
Le Bureau de surveillance et de lutte contre la traite des personnes du département d'État des États-Unis classe le Nicaragua parmi les pays de la liste de surveillance de niveau 2.